# محمد عبد الوهاب أحمد
محمد عبد الوهاب أحمد شعبان (ولد في 13 نوفمبر 1989 في المنامة، البحرين) لاعب كرة قدم دولي بحريني يجيد اللعب في مركز الوسط المدافع. يلعب حاليا لصالح الحد الذي ينافس في الدوري البحريني الممتاز منذ 2022.